# Chaetolauxania tripunctifrons
Chaetolauxania tripunctifrons är en tvåvingeart som beskrevs av Frey 1927. Chaetolauxania tripunctifrons ingår i släktet Chaetolauxania och familjen lövflugor. Inga underarter finns listade i Catalogue of Life.